# Jiřina Švorcová
Jiřina Švorcová (Hradec Králové, 25 de mayo de 1928 – Praga, 8 de agosto de 2011) fue una actriz y activista procomunista checa. Su carrera de actriz duró más de cuarenta años, pero se retiró en gran parte después de la Revolución de Terciopelo de 1989 y se dedicó a defender el partido comunista.
Švorcová trabajó en la televisión, el teatro y el cine durante la República Socialista Checoslovaca. Pasó más de cuarenta años en el Teatro Vinohrady de Praga. Su trabajo más conocido fue la participación, durante la década de 1970, en la serie de televisión checoslovaca, Žena za pultem.
Švorcová estuvo comprometida en la defensa del comunismo y era partidaria del antiguo gobierno comunista de Checoslovaquia. En 1976, fue nombrada líder del Partido Comunista de Checoslovaquia. Condenó abiertamente los firmantes de la Carta 77, entre los que había Pavel Kohout y Václav Havel, como «traidores» al comunismo y al país. En diciembre de 2010, en una entrevista con un periodista de la radio checa reiteró su desaprobación de la Carta 77:

Creo que está mal, cuando alguno se entera que no pudieron hacer frente a la idea que la ayudaron a producir. Había muchos, como Pavel Kohout, que también creían en la idea, pero después no pudieron hacer frente y así la abandonaron. Creo que eso está mal.
Jiřina Švorcová

 Švorcová describió abiertamente su sorpresa por la violencia infligida a los manifestantes durante la Primavera de Praga y la posterior invasión, pero dijo que nunca podría unirse a las protestas diciendo: 

Fue terrible, un golpe muy fuerte para todos. Però cuando la gente comenzó a atacar la Unión Soviética, llamándolos fascistas, etc., yo no pude hacerlo.
Jiřina Švorcová

 A causa de su posición política, partidaria del comunismo, y su aceptación del neo-estalinismo que se estableció en el país después de la invasión soviética, sus compañeros actores del Teatro Vinohrady, que apoyaron a la Revolución de Terciopelo, ya no apoyaron a su trabajo en el teatro después de la disolución de Checoslovaquia. Ya no tuvo más ofertas de trabajo, ni para actuar en teatro y en series de televisión o películas de cine.
Jiřina Švorcová se retiró de los escenarios después de 1989. Durante el resto de su vida siguió siendo activista a favor del comunismo y partidaria del antiguo gobierno checoslovaco. Murió en Praga el 8 de agosto de 2011, después de estar ingresada en un hospital para enfermos de larga duración, desde el mes de mayo la mantuvieron en coma inducido hasta que las funciones vitales de su cuerpo fueron fallando. y se mantuvo fiel al comunismo hasta el final.
Estuvo casada con el director de orquesta y compositor Jindrich Rohan (1919-1978).